# Flux de Hagen-Poiseuille a partir de les equacions de Navier-Stokes

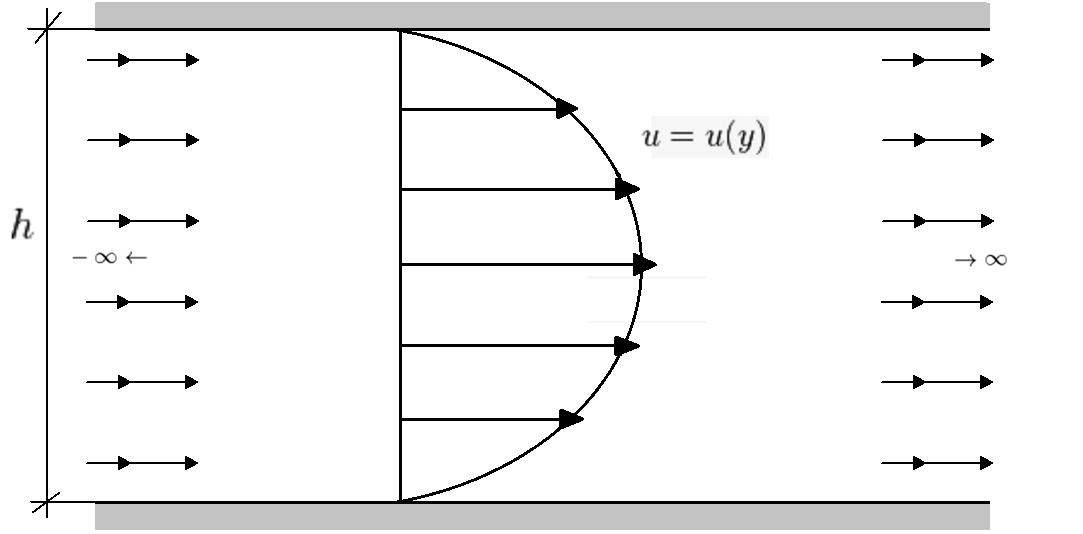
Representació del flux de Poiseuille

En dinàmica de fluids, la derivació del flux de Hagen-Poiseuille a partir de les equacions de Navier-Stokes mostra com aquest flux és una solució exacta de les equacions de Navier-Stokes.

## Derivació
El flux laminar a través d'un conducte de secció uniforme (circular) es coneix com a flux de Hagen-Poiseuille. Les equacions que governen aquest flux es poden derivar directament de les equacions de moment de Navier-Stokes en coordenades cilíndriques (3D) a través de les següents suposicions.
1. El flux és no estacionari ({\displaystyle \partial (...)/\partial t=0}).
2. Les components radial i azimutal de la velocitat del fluid són zero ({\displaystyle u_{r}=u_{\theta }=0}).
3. El flux és axisimètric ({\displaystyle \partial (...)/\partial \theta =0}) i desenvolupat del tot ({\displaystyle \partial u_{z}/\partial z=0}).

Llavors l'equació angular de l'equació de continuïtat es satisfan idènticament. La primera equació de moment es redueix a {\displaystyle \partial p/\partial r=0}. La pressió {\displaystyle p}és funció de la coordenada de l'eix {\displaystyle z}. La tercera equació del moment es redueix a:
{\displaystyle {\frac {1}{r}}{\frac {\partial }{\partial r}}\left(r{\frac {\partial u_{z}}{\partial r}}\right)={\frac {1}{\mu }}{\frac {\partial p}{\partial z}}\quad } on {\displaystyle \mu } és la viscositat dinàmica del fluid.
La solució és
{\displaystyle u_{z}={\frac {1}{4\mu }}{\frac {\partial p}{\partial z}}r^{2}+c_{1}\ln r+c_{2}}
Com que {\displaystyle u_{z}} ha de ser finit a {\displaystyle r=0}, {\displaystyle c_{1}=0}. La condició de contorn de no lliscament a la paret del conducte requereix que {\displaystyle u_{z}=0} a {\displaystyle r=R} (radi del tub), que porta a:
{\displaystyle c_{2}=-{\frac {1}{4\mu }}{\frac {\partial p}{\partial z}}R^{2}.}
Llavors es té finalment el següent perfil de velocitat parabòlica: 
{\displaystyle u_{z}=-{\frac {1}{4\mu }}{\frac {\partial p}{\partial z}}(R^{2}-r^{2}).}
La velocitat màxima es dona al centre del tub ({\displaystyle r=0}):
{\displaystyle {u_{z}}_{max}={\frac {R^{2}}{4\mu }}\left(-{\frac {\partial p}{\partial z}}\right).}
La velocitat mitjana es pot obtenir integrant respecte {\displaystyle r} la velocitat a través de la secció:
{\displaystyle {u_{z}}_{\mathrm {avg} }={\frac {1}{\pi R^{2}}}\int _{0}^{R}u_{z}\cdot 2\pi rdr=0.5{u_{z}}_{\mathrm {max} }.}
L'equació de Hagen-Poiseuille relaciona el gradient de pressió {\displaystyle \Delta p} a través del conducte circular de llargària {\displaystyle L} amb la velocitat mitjana al conducte {\displaystyle {u_{z}}_{\mathrm {avg} }} i altres paràmetres. Assumint que la pressió decreix linealment a través de la llargària del tub, es téː 
{\displaystyle -{\frac {\partial p}{\partial z}}={\frac {\Delta p}{L}}} (constant). Substituint això i l'expressió per {\displaystyle {u_{z}}_{\mathrm {max} }} a l'expressió per {\displaystyle {u_{z}}_{\mathrm {avg} }}, i tenint en compte que el diàmetre del conducte és {\displaystyle D=2R}, es téː
{\displaystyle {u_{z}}_{avg}={\frac {D^{2}}{32\mu }}{\frac {\Delta p}{L}}.}
Reagrupant això s'obté l'equació de Hagen-Poiseuilleː
{\displaystyle \Delta p={\frac {32\mu L~{u_{z}}_{\mathrm {avg} }}{D^{2}}}.}